# Stok Wiśniewski
Stok Wiśniewski is een plaats in het Poolse district  Siedlecki, woiwodschap Mazovië. De plaats maakt deel uit van de gemeente Wiśniew en telt 141 inwoners.